# 프랭크 아이에로
프랭크 아이에로(Frank Anthony Iero Jr)는 미국의 기타리스트이다. 1981년 10월 31일 미국 뉴저지주 벨빌에서 태어났으며 마이 케미컬 로맨스의 두 명의 백업 보컬 중 한 명이자 멤버 중 가장 나이가 어리다.

## 성장 배경
프랭크 아이에로는 1981년 10월 31일 태어나 뉴저지주의 벨빌에서 태어났다. 그러나 부모가 이혼하고 어린 시절 엡스타인바 바이러스, 기관지염, 귀 감염 등 여러 질병으로 인해 건강 상의 문제가 생기고 많은 빚으로 인해 기근에 시달리는 등 많은 고생을 겪었다. 어렸을 땐 카톨릭계 학교를 다녔고 퀸 오브 피스 고등학교를 거쳐 뉴저지주 중부에 있는 러트거스 대학교에서 장학금으로 재학하다가 밴드에 들어가기 위해 그만두었다.

## 마이 케미컬 로맨스
프랭크 아이에로는 개인 밴드 펜시 프렙에 전념하기 위해 대학을 포기한 이후, 밴드가 해체되자 아이볼 레코드의 주선으로 마이 케미컬 로맨스 1집 《I Brought You My Bullets, You Brought Me Your Love》 녹음 작업에 참여해, "Honey, This Mirror Isn't Big Enough for the Two of Us"와 "Early Sunsets Over Monroeville"의 도와주었다가 곧바로 밴드에 리듬 기타로 합류 해 지금까지 활동을 해오고 있다.

## 부업
프랭크 아이에로는 또한 의류, 서적, 음반 회사인 스켈레톤 크루가 있다.

## 사생활
프랭크는 평소에 문신을 자주 즐기는데, 대표적인 문신으로는 자신의 손가락 마디에 한 자씩 새긴 "HALLOWEEN"(본인생일) 외에도 팔과 가슴, 목 등 여러 곳에 문신이 있다.
2008년 3월 9일, 오랫동안 사귀어왔던 여자친구 자미아 네스터와 결혼했다.

## 음반

### 펜시 프렙
- 2001: 《Long Walk to Forever》
- 2001: 《Heartbreak in Stereo》

### 마이 케미컬 로맨스
- 2002: 《I Brought You My Bullets, You Brought Me Your Love》
- 2004: 《Three Cheers for Sweet Revenge》
- 2006: 《The Black Parade》
- 2010: 《Danger Days: The True Lives of the Fabulous Killjoys》

### 리더마우스
- 2008: 《무제》

### 프랭크 아이에로 앤 더 셀레브레이션
- 2014: 《Stomachaches》

### 프랭크 아이에로 앤 더 페이션스
- 2016: 《parachutes》